# بيتر سترينجفيلو
بيتر سترينجفيلو (بالإنجليزية: Peter Stringfellow)‏ هو مالك ملهى ليلي ‏ ورائد أعمال بريطاني، ولد في 17 أكتوبر 1940 في شفيلد في المملكة المتحدة، وتوفي في 7 يونيو 2018 بسبب سرطان الرئة.